# Giuseppe Scarlatti
Giuseppe Scarlatti (Nàpols, 1718 o 18 de juny de 1723 - Viena, 17 d'agost de 1777) fou un compositor italià.

## Biografia
Pertanyent a la coneguda família Scarlatti, net d'Alessandro Scarlatti i nebot de Domenico Scarlatti, se sap poc de la seva biografia i tot el que sabem d'ell està en els seus viatges (realitzats principalment amb la finalitat de presentar les seves obres) per Itàlia i fora d'aquesta. De 1739 a 1741, va ser actiu a Roma, on va estrenar la seva primera obra, l'oratori La Santissima Vergine annunziata. De 1741 fins a 1749 es van representar diverses opera seria seves a teatres de Florència, Pisa, Lucca i Torí. De 1752 a 1754 va estar a Venècia, el 1755 va tornar a la seva ciutat natal, però des de 1756 fins a 1759 va ser de nou a Venècia. En els anys cinquanta, per un període breu, fou actiu a Milà i Barcelona, també en qualitat d'operista. El 1760 es va traslladar a Viena, on romandrà fins a la mort. En aquesta ciutat va prestar servei com a compositor, clavecinista, i va ser també mestre de música per alguns membres de la família del príncep Schwarzenberg. Va escriure diverses obres per al Burgtheater, principalment del gènere còmic, fins a 1772, quan va deixar de compondre.

## Consideracions sobre l'artista
Giuseppe Scarlatti va escriure més de 30 obres, de les quals 21 són drames per a música i 11 obres lúdiques, la majoria basades en llibrets produïts per Pietro Metastasio (serios) i Carlo Goldoni (divertit).
L'estil compositiu de les seves obres es basa en el tradicional establert unes dècades abans per Alessandro Scarlatti, és a dir, basat en un procés melòdic senzill però agradable en el qual l'orquestra, en la seva majoria, funciona com a acompanyament de les parts vocals. Les seves obres, que en el seu temps van tenir molt èxit, sobretot gràcies al seu talent, s'han transmès només en part.

## Obres

### Òperes
- Meorepe (dramma per musica, llibret de Apostolo Zeno, 1740, Roma)
- Dario (dramma per musica, llibret de G. Baldanza, 1741, Roma)
- Arminio in Germania (dramma per musica, llibret de C. Pasquini, 1741, Florència)
- Siroe (dramma per musica, llibret de Pietro Metastasio, 1742, Florència)
- Pompeo in Armenia (dramma per musica, llibret de Bartolomeo Vitturi, 1744, Pisa)
- Ezio (dramma per musica, llibret de Pietro Metastasio, 1744, Lucca)
- Olimpiade (dramma per musica, llibret de Pietro Metastasio, 1745, Lucca)
- Il giocatore (commedia per musica, 1747, Florència)
- Artaserse (dramma per musica, llibret de Pietro Metastasio, 1747, Lucca)
- Partenope (dramma per musica, llibret de Silvio Stampiglia, 1749, Livorno)
- Semiramide riconosciuta (dramma per musica, llibret de Pietro Metastasio, 1751, Livorno)
- Adriano in Siria (dramma per musica, llibret de Pietro Metastasio, 1752, Venècia)
- Demetrio (dramma per musica, llibret de Pietro Metastasio, 1752, Pàdua)
- I portentosi effetti della madre natura (dramma giocoso per musica, llibret de Carlo Goldoni, 1752, Venècia)
- L'impostore (opera buffa, 1752, Barcelona)
- Alessandro nell'Indie (dramma per musica, llibret de Pietro Metastasio, 1753, Reggio Emilia)
- De gustibus non est disputandum (dramma giocoso per musica, llibret de Carlo Goldoni, 1754, Venècia)
- Caio Mario (dramma per musica, llibret de Gaetano Roccaforte, 1755, Nàpols)
- Antigona (dramma per musica, llibret de Gaetano Roccaforte, 1756, Milà)
- L'isola disabitata (dramma giocoso per musica, llibret de Carlo Goldoni, 1757, Venècia; ripresa anche come La Cinese smarrita, 1760, Gènova)
- La serva scaltra (dramma giocoso per musica, 1759, Venècia)
- La clemenza di Tito (dramma per musica, llibret de Pietro Metastasio, 1760, Venècia)
- L'Issipile (dramma per musica, llibret de Pietro Metastasio, 1760, Viena)
- Pelopida (2° atto) (dramma per musica, llibret de Gaetano Roccaforte, 1763, Torí)
- Bajazet (dramma per musica, llibret de Agostino Piovene, 1765, Verona)
- Gli stravaganti (commedia per musica, llibret d'Alcindo Isaurense, 1765, Viena; resstrenada amb el nom La moglie padrona, 1768, Viena; i La moglie bizarra, 1769, Barcelona)
- Armida (dramma per musica, llibret de Marco Coltellini, 1766, Viena)
- Dove è amore è gelosia (intermezzo giocoso, llibret de Marco Coltellini, 1768, Viena)
- L'amor geloso (azione teatrale comica, 1770, Viena)
- Amiti e Ontario, o I selvaggi (dramma per musica, llibret de Ranieri de' Calzabigi, 1772, Viena)

#### Òperes de dubtosa atribució
- La madamigella (llibret d'Antonio Palomba, 1755, Nàpols)
- Il mercato di Malmantide (dramma giocoso per musica, llibret de Carlo Goldoni, 1758, Venècia)

### Altres treballs
- La Santissima Vergine annunziata (oratori, 1739, Roma)
- Componimento per musica (serenata, 1739, Roma)
- L'amor della patria (serenata, llibret de Carlo Goldoni, 1752, Venècia)
- Les aventures de Serail (ballet, 1762, Viena)
- Imeneo, sognando talora (cantata per tenor i baix continuo)
- I lamenti d'Orfeo (cantata per a 2 voeus i orquestra)
- Amor prigioniero (cantata per a 2 sopranos i instruments)
- Varie arie
- Sonata per clavicembalo